# Cvetkovec
Cvetkovec falu Horvátországban Kapronca-Kőrös megyében. Közigazgatásilag Apajkeresztúrhoz tartozik.

## Fekvése
Kaproncától 12 km-re északnyugatra, községközpontjától 3 km-re északra, a Kemléki-hegység lejtőjén, az Eszéket Varasddal összekötő drávamenti főút mellett fekszik.

## Története
A falu a raszinjai uradalom részeként a 16. század elején a Bocskai család birtoka, majd 1527-től Pekri Lajosé, aztán 1558-tól Erdődy Tamás horvát báné, majd házasság révén 1624-ben az Auesperger és később szintén házasság révén a Gaisruck családé lett. Végül 1746-ban az uradalommal együtt az Inkey család vásárolta meg és a 20. századig meg is tartotta. 1857-ben 203, 1910-ben 392 lakosa volt. A trianoni békeszerződésig Varasd vármegye Ludbregi járásához tartozott. 2001-ben 244 lakosa volt.

## Nevezetességei
A 18. századi Szentháromság-oszlop az észak-horvátországi barokk köztéri szobrászat néhány fennmaradt példányának csoportjába tartozik. Az oszlop a településen belül a fontos bekötőutak csomópontjában áll. Az oszlopot négyzet alakú talapzatra helyezték. Az oszlop tetején sekély félköríves fülkék vannak, Páduai Szent Antal, Szent Flórián, Szent Borbála és Szűz Máriát ábrázoló domborművekkel. Az elülső rész közepén az adományozó címerét helyezték el, egy ritka ábrázolással, amelyen egy galamb gyűrűt hord a csőrében. Az oszlop tetején egyetlen kődarabból a Szentháromság szobrászati ábrázolása van kifaragva. A szobor egyedülálló a Szentlélek galambjának Krisztus lábánál való elhelyezkedésében.